# Guerra civile inca
La guerra civile inca, guerra dinastica inca o guerra inca di successione, chiamata a volte anche guerra dei due fratelli scoppiò dopo la morte di Huayna Cápac tra il 1525 e il 1527. La disputa tra i due fratelli Huáscar e Atahualpa fu, in un certo senso, una guerra per la successione al trono inca. Huáscar diede inizio al conflitto ritenendosi il legittimo erede di tutti gli Inca. Per sua sfortuna, Atahualpa si rivelò tatticamente superiore rispetto alle temibili armate di Cuzco, che il padre aveva stanziato nel nord durante una campagna militare.

## Contesto storico e cause

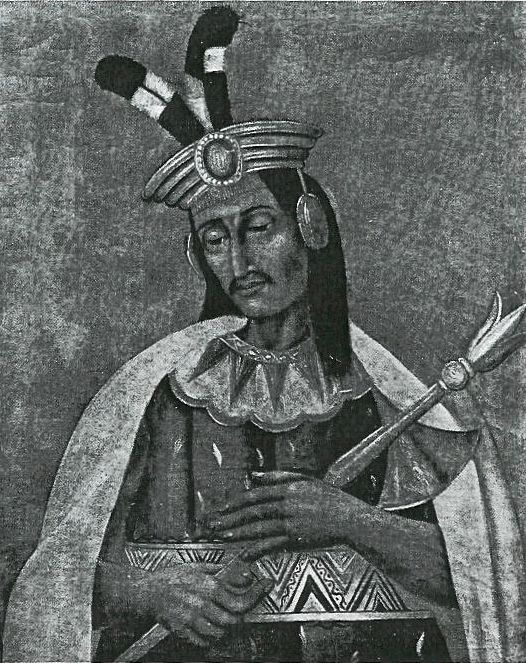
Huáscar, sconfitto nella guerra contro il fratello

Nel 1524-1526 gli spagnoli guidati da Francisco Pizarro esplorarono l'America meridionale. Si trattava di 62 soldati a cavallo e 106 fanti. Il Sapa Inca Huayna Cápac si spostò a nord per investigare su quella strana persona. Non incontrò nessuno spagnolo, ma secondo alcune fonti, morí a causa di un’assunzione di erba avvelenata mandata da curaca dei Chachapoya nel 1525. Inoltre, il suo primogenito ed erede Ninan Cuyuchi morì poco dopo lui. A causa della morte di entrambi, ci fu un dibattito su chi avrebbe dovuto salire al trono divenendo il nuovo re Inca. Non esistevano regole precise che regolamentassero la successione regale. La scelta era limitata ai due figli rimasti del precedente re, Huáscar e Atahualpa, nati da madri diverse. Huáscar era di puro sangue reale e Atahualpa era considerato illegittimo. Huáscar considerò alla stregua di un insulto il fatto che Atahualpa, ritenuto astuto e saggio, potesse essere ritenuto il Sapa Inca. Huáscar divenne quindi il re assoluto degli Inca, mentre il fratello si impadronì delle terre di Quito. Decise che Atahualpa non avrebbe dovuto avere terreni e che dovesse offrirgli qualcosa. La fame di potere di Huáscar creò dissapori con il fratellastro e da ciò scoppiò una guerra che si trascinò fino al 1532.

## Movimenti durante la guerra
Huáscar, sostenuto dalla nobiltà di Cuzco, dalle autorità religiose e dagli uomini più importanti del regno, riteneva un insulto il fatto che un figlio illegittimo avesse ereditato il trono di Huayna Cápac. I nobili Inca consideravano Atahualpa illegittimo perché la madre, Paccha, non faceva parte della famiglia reale, ma era figlia di Cacha Shyri Duchicela, un capo sconfitto dagli Inca durante l'espansione a nord. In ogni caso la madre faceva parte della famiglia reale Shyri. Poco dopo che Huáscar ebbe assunto l'incarico, si aspettava che Atahualpa e chiunque altro fosse sottomesso al dominio Inca gli giurasse fedeltà, confermando quindi la sua supremazia. Atahualpa si rifiutò di farlo. Fu probabilmente questa la causa della guerra perché Huáscar era di fatto il più anziano di "puro" sangue Inca. La madre, Chincha Ocllo ed il padre, Huayna Capac, erano fratello e sorella, il che gli conferì il 100% di sangue reale.
Il controllo di Cuzco, capitale dell'impero, fu passato a Huáscar alla morte del padre. Con la crescita del conflitto, Huáscar radunò un esercito sotto la guida di Atoc per prepararsi ad attaccare il fratello. I generali di grado superiore leali al padre, Chalcochima, Quizquiz e Rumiñahui, si schierarono con Atahualpa, il quale stava ricompattando l'antico esercito imperiale di Huayna Capac a Quito, nelle regioni settentrionali che erano rimaste sotto al suo controllo.
Gli Inca parlavano della città di Tumebamba come di una "seconda Cuzco"; situata nei sobborghi di Quito, Tumebamba sembrava ideale. Le persone leali ad Atahualpa cercarono di creare una nuova capitale dell'impero in questa città, così da poter seguire l'imperatore che preferivano, e non cadere sotto il controllo di Huáscar. Atahualpa accettò di diventare il re della nuova capitale. Huáscar, che aveva terminato di mettere insieme il proprio esercito, si diresse a nord quando seppe la notizia, nel tentativo di sbarazzarsi del fratello ed avere il completo controllo del regno. I suoi uomini iniziarono gli scontri con un attacco a sorpresa a Tumebamba. Sconfitta la guardia, Atahualpa fu catturato. L'esercito che comandava fu imprigionato durante la celebrazione della vittoria. Nel corso del banchetto gli uomini si ubriacarono e le guardie permisero ad una donna di vedere Atahualpa. Questa donna nascondeva un arnese con il quale il prigioniero poté, nel corso della notte, crearsi un buco da cui evadere. Appena liberatosi, Atahualpa recuperò il proprio grosso esercito da Quito lanciandolo in un contrattacco.
Dal 1531 al 1532 i due eserciti si scontrarono numerose volte in battaglia. Il primo confronto si ebbe quando Atahualpa si mosse a sud poco dopo la fuga, raggiungendo la città di Ambato. Qui, nelle pianure di Mochacaxa, trovarono gli uomini di Huáscar. I soldati attaccarono, sconfiggendo l'esercito di Huáscar, e riuscendo a catturare ed uccidere il generale capo avversario, Atoc, assieme a molti altri soldati. Prima che Atoc venisse ucciso, i suoi nemici lo torturarono con dardi e frecce. Dopo la sua morte Atahualpa chiese che il suo "teschio fosse trasformato in una coppa dorata e gli spagnoli notarono che Atahualpa la stava ancora usando quattro anni dopo". Dopo questa vittoria rafforzò il proprio esercito proseguendo a sud invadendo le terre che appartenevano al fratello. Durante il viaggio di avvicinamento a Cajamarca aumentò il proprio numero di soldati. Per prima cosa tentò di garantirsi senza scontri la lealtà degli uomini di Huáscar; quando questo non funzionava, diventava estremamente violento, uccidendo grandi quantità di persone. Questo convinceva i sopravvissuti ad arrendersi. Un racconto di queste vicende narra di come Atahualpa non mostrò pietà massacrando i Cañari perché si erano alleati con Huáscar. Quando infine giunsero a Cajamarca, Atahualpa mandò avanti buona parte del suo esercito, guidato dai suoi generali capi, per proseguire l'avanzata mentre lui stava al sicuro in città. Qui venne a conoscenza del fatto che gli spagnoli stavano entrando nel loro territorio.
La campagna militare nel sud proseguì. Si tennero battaglie a Bonbon ed a Jauja, entrambe un successo per gli uomini di Atahualpa. La successiva battaglia iniziò sulle pendici del colle di Vilcas e stava per volgere verso Huáscar. Egli aveva stanziato le proprie truppe sulla cima della collina, nascosti dietro una fortezza in pietra. Con l'inizio degli attacchi, i suoi uomini persero la posizione e si ritirarono. Ci furono altri scontri a Pincos e Andaguayias mentre i soldati occupavano tutto il sud. Gli uomini di Atahualpa spinsero gli avversari verso la capitale, a nordovest di Cuzco, provocando una battaglia tra Curaguaci e Auancay che fu l'ennesimo successo. Obbligarono gli avversari a spostarsi a Limatambo, a circa 30 chilometri da Cuzco, dove l'esercito di Huáscar fu sconfitto a Ichubamba.
Dopo anni di guerra civile si cominciava a vedere la fine. Atahualpa ed il suo esercito avevano sconfitto Huáscar in ogni scontro fin dalla prima battaglia. Nel 1532, quando Cuzco sembrava sul punto di cadere, «Huáscar inviò un nuovo esercito contro Atahualpa ma, dopo alcune battaglie, i suoi uomini furono fatti fuggire e lo stesso Huáscar fu catturato». L'esercito di Atahualpa aveva vinto la guerra. La notizia raggiunse Atahualpa a Cajamara, dove l'esercito venne a conoscenza dell'invasione spagnola.

## Atahualpa, Pizarro e la fine della conquista spagnola del Perù
Atahualpa fu salutato come un eroe; quando riconquistò Cajamarca, stabilì il proprio accampamento all'esterno della città con 7 000 uomini mentre Chalcochima e Quizquiz inseguivano Huáscar verso sud. Per colpa della disastrosa campagna settentrionale, Huáscar non solo aveva perso i suoi generali e la maggior parte dei soldati, ma si trovò con un esercito spaventato e demoralizzato. Gli eserciti di Huáscar e Atahualpa si scontrarono cercando di prendere il sopravvento sull'altro. Huáscar rinunciò alla possibilità di approfittare di un piccolo vantaggio che si era conquistato, preferendo usare il tempo guadagnato per organizzare una sicura ritirata attraversando il fiume Cotabambas sulla strada per Cuzco.
Chalcochima aveva un suo piano e precedette l'azione di Topa Atao. Divise in due il proprio contingente inviandone una parte alle spalle di Topa Atao, accerchiando e distruggendo gli avversari. Nel gennaio del 1532, a poche miglia da Cuzco, la ritirata di Huáscar fu bloccata a Quipaipan ed il suo esercito annichilito. Huáscar fu catturato e la capitale Cuzco assediata da Quizquiz, il quale fece anche uccidere tutti i sostenitori di Huáscar. Questa azione segnò la riunificazione dell'impero Inca e la conclusione del regno settentrionale, dato che Atahualpa era diventato l'unico re.
La guerra si poté dichiarare terminata con Huáscar in prigione e la capitale in mano ai generali Quizquiz e Chalcochima. L'esercito di Atahualpa aveva raggiunto una forza di 250 000 uomini e si accampò con lui a Cajamarca. Prima ancora di poter iniziare a governare il proprio regno, Atahualpa incontrò Francisco Pizarro, il quale lo raggiunse a Cajamarca il 16 novembre. Atahualpa fu catturato dagli spagnoli nel corso della conquista dell'impero Inca.

## Computo delle vittime
Mentre era imprigionato da Pizarro, ad Atahualpa fu detto che sarebbe stato condotto assieme al fratello a Cajamarca, dove Pizarro avrebbe deciso che sarebbe stato il Sapa Inca. Atahualpa temeva che Pizarro potesse scegliere Huáscar, motivo per cui comandò di uccidere il fratello, ordine eseguito sembra per annegamento. Solo pochi mesi dopo, il 29 agosto 1533, lo stesso Atahualpa fu garrotato nella piazza di Cajamarca dagli uomini di Pizarro.
Non esistono prove chiare sul numero di Inca uccisi nel corso della guerra civile. La popolazione stimata di indigeni nel momento del contatto era compresa tra 60 000 e 1 100 000. Altri credono che la popolazione indigena delle Americhe arrivasse a 112 500 000 prima dell'arrivo degli europei.
Solitamente si parla di un rapporto di 20:1 o 25:1 riguardo allo spopolamento avvenuto nel corso della conquista spagnola. Questo rapporto significa che ogni 20/25 persone, una morì.
Tra le principali battaglie combattute, a Cajamarca gli spagnoli tesero un'imboscata ai guerrieri andini uccidendone 1 500 senza subire nessuna perdita. Non esistono cifre precise riguardo alle perdite Inca o spagnole di altre battaglie. Esistevano altre cause di morte oltre alle battaglie. Le malattie introdotte dagli spagnoli giocarono un ruolo importante per la mortalità indigena dell'America latina. Il vaiolo fu la prima epidemia registrata nel dicembre del 1518, e si pensa che durante il secondo viaggio di Cristoforo Colombo scoppiò un'influenza che uccise molte persone. Le malattie non colpivano solo gli indiani, ma anche gli spagnoli. "Dei 1500 uomini che salparono da Cadice il 25 settembre 1493, meno di 200 erano ancora vivi un decennio dopo".
Molti indigeni morirono dopo la fine della guerra civile Inca. A causa dell'introduzione del cristianesimo e di altri standard etici quali la monogamia, le tradizioni Inca furono abbandonate e nuove usanze furono insegnate alla popolazione. Le donne Inca di ceto alto frequentarono le istituzioni religiose dove gli furono insegnati i «principi della femminilità cristiana» ed il valore della castità. Gli spagnoli non condividevano neanche le abitudini maschili della popolazione indigena. Schiavizzarono e torturarono gli Inca. Gli spagnoli usarono gli indigeni per la raccolta dell'oro, costringendoli in molti casi a morire di lavoro. Gli spagnoli consideravano l'oro come «il sangue del cuore di una grande nazione». Ancora oggi gli studiosi non sono in grado di dire con certezza quante vite Inca furono stroncate durante la guerra civile, e quante negli anni di dominazione spagnola che seguirono.